# Daniel Ivernel
Daniel Ivernel, all'anagrafe Ivernel Jacques Emile Julien (Versailles, 3 giugno 1918 – Parigi, 11 novembre 1999), è stato un attore francese.
È apparso in cinquanta film tra il 1947 e il 1981.

## Filmografia parziale
- Brigade criminelle, regia di Gilbert Gil (1947)
- Con gli occhi del ricordo (Aux yeux du souvenir), regia di Jean Delannoy (1948)
- Dio ha bisogno degli uomini (Dieu a besoin des hommes), regia di Jean Delannoy (1950)
- La passante, regia di Henri Calef (1951)
- Sotto il cielo di Parigi (Sous le ciel de Paris), regia di Julien Duvivier (1951)
- Le Banquet des fraudeurs, regia di Henri Storck (1952)
- Henriette (La Fête à Henriette), regia di Julien Duvivier (1952)
- Madame du Barry, regia di Christian-Jaque (1954)
- Il conte di Montecristo (Le Comte de Monte-Cristo), regia di Robert Vernay (1954)
- Ulisse, regia di Mario Camerini (1954)
- S.O.S. Noronha, regia di Georges Rouquier (1957)
- Femmina (Le Femme et le pantin), regia di Julien Duvivier (1959)
- Marie-Octobre, regia di Julien Duvivier (1959)
- L'uomo senza passato (Les Dimanches de Ville d'Avray), regia di Serge Bourguignon (1962)
- Il diario di una cameriera (Le Journal d'une femme de chambre), regia di Luis Buñuel (1964)
- Potenti e dannati (À couteaux tirés), regia di Charles Gérard (1964)
- Un uomo e due donne (Paris au mois d'août), regia di Pierre Granier-Deferre (1966)
- L'uomo di Casablanca (L'Homme de Marrakech), regia di Jacques Deray (1966)
- Una notte per 5 rapine (Mise à sac), regia di Alain Cavalier (1967)
- Borsalino, regia di Jacques Deray (1970)
- Da parte degli amici: firmato mafia! (Le Saut de l'ange), regia di Yves Boisset (1971)
- C'era una volta un commissario... (Il était une fois un flic...), regia di Georges Lautner (1972)
- Trappola per un lupo (Docteur Popaul), regia di Claude Chabrol (1972)
- L'attentato (L'Attentat), regia di Yves Boisset (1972)
- L'affare Dominici (L'Affaire Dominici), regia di Claude Bernard-Aubert (1973)
- Cari amici miei... (Les Gaspards), regia di Pierre Tchernia (1974)
- Borsalino and Co., regia di Jacques Deray (1974)
- Il pericolo è il mio mestiere (Il faut vivre dangereusement), regia di Claude Makowski (1975)
- Il cadavere del mio nemico (Le Corps de mon ennemi), regia di Henri Verneuil (1976)
- Il giudice d'assalto (Le Juge Fayard dit Le Shériff), regia di Yves Boisset (1977)

## Doppiatori italiani
- Bruno Persa in Ulisse
- Gualtiero De Angelis in Femmina
- Mario Pisu in L'uomo senza passato
- Sergio Fiorentini in Borsalino and Co.